# Нама (улус)
Нама́ — улус в Курумканском районе Бурятии. Входит в «сельское поселение «Улюнхан эвенкийское»».

## География
Расположен на правом берегу реки Баргузин, в 4 км к востоку от центра сельского поселения — улуса Улюнхан.

## Население
| 2002 | 2010 |
| ---- | ---- |
| 38   | ↗93  |